# MAN SE
아우크스부르크-뉘른베르크 기계공장 유럽회사(독일어: Maschinenfabrik Augsburg-Nürnberg Societas Europaea 마시는팝릭 아욱스부륵-뉘른베륵 소이타스 오이로파에아[*]), 약칭 엠아엔 에스에(MAN SE)는 독일 바이에른주 뮌헨에 본사가 있는 독일의 기업으로 유럽 내 산업 장비와 상용차를 제조 및 공급하는 회사이다.2차세계대전동안 MAN (만)社는 5호전차 판터와 Vk16.02 레오파르트를 개발하고, 3호전차를 디자인하는 등 독일의 군수사업에 뛰어들기도 했다.

## 역사
MAN의 뿌리는 1758년으로 거슬러 올라간다. 독일 루르 지방 오베르하우젠의 “세인트 안토니” 철공소로 최초의 중공업 회사로서 발걸음을 내디딘 후 1808년 세인트 안토니, 구테 호프눙, 노이 에센 3개의 철공소를 오베르하우젠의 “휘텐게베르크샤프트 운트 한들룽 야코비” (철광무역회사)로 합병한 후 구테 호프눙슈테(GHH)로 회사 이름을 바꾸고, 1921년 MAN의 전신이었던 독일 남부의 M.A.N.을 인수하였다. 1898년 마쉬넨바우-AG 뉘른베르크(1841년 설립)와 마쉬넨파프리크 아우크스부르크 AG (1840년 설립)를 합병하여 설립된 아우크스부르크의 베라이니히트 마쉬넨파브리크 아우크스부르크 운드 마쉬넨바우게셀샤프트 뉘른베르크 A.G.(아우크스부르크 뉘른베르크 연합 기계공작소 유한회사)는 1908년 아우크스부르크의 마쉬넨파브리크 아우크스부르크 뉘른베르크 AG로 회사명을 개명하였다.(짧게 M.A.N.) MAN의 전신이었던 아우크스부르크 기계 공작소는 초기 독일 최초의 신문용 로터리 인쇄압축기, 최초 냉동기 “시스템 린데 (1873)” 및 1893년에서 1897년까지 디젤 엔진 개발 공동작업과 같은 기술적 혁명에 많은 업적을 이룩했다. 또한 루돌프 디젤의 창의적 발명은 그 당시 아우크스부르크 기계공작소 연구원들의 도움으로 실현될 수 있었다. 1930년대 MAN 해상용 디젤 엔진은 태평양 전쟁 당시 어려움을 겪고 있던 잠수함 업체들과 라이선스 계약을 맺어 미국에서 생산되어 탑재되기도 하였으나, 2차 세계대전 후 M.A.N. GHH는 해외 사업의 모든 사업을 철수하였고, 전쟁으로 인한 피해로 고전하게 되었다. 연합군은 모든 GHH 회사들을 통제하고 회사를 분리시켰으며, 제철 생산 공장을 폐쇄하였다. 이에 따라 관심이 독일 남부의 공장들과 상용차 부문으로 이동하게 되었다. 1986년 GHH는 뮌헨에 본사를 두고 있는 MAN으로 합병하여 지금의 MAN 그룹의 모습을 갖추게 되었다. 2006년 9월 18일, MAN은 스웨덴의 트럭·버스 제조 업체인 스카니아를 인수하기 위해 인수 대금 103억 유로의 조건으로 제안 하였다. MAN SE는 의결권이 있는 스카니아 지분을 15.6% 매입하였고, 스카니아의 최대 주주인 폭스바겐 AG는 MAN의 지분 20%를 인수하여 총 지분을 29%로 늘려, MAN과 폭스바겐이 보유하고 있는 스카니아 지분은 52%가 되었다. 상황에 따라서는 MAN-스카니아 상용차 그룹이 폭스바겐의 브라질 대형트럭 부문을 흡수할 것으로 예상된다.

## 개요
주요 사업 분야는 트럭, 버스, 디젤 엔진, 터보기계 및 산업 서비스 등이다. MAN SE는 독일증권거래소에 등록되어 있는 기업 중 상위 30대 기업 중 하나이며, 가장 오랜 역사를 가지고 있고, 2008년에는 설립 250주년을 맞는다. 2006년 전 세계 120여 개국에서 약 50,000명의 근로자가 130억의 매출 이익을 달성하였고, 인도, 폴란드, 터키 및 미국에 합자 회사와 협력 업체를 가지고 있다. 폭스바겐 그룹 산하에 있으며, 자회사로 주로 고급 코치를 생산하는 네오플란이 있다.

## 계열사
- MAN Nutzfahrzeuge AG(그룹 매출의 약 50%)

상용차 : 트럭(61%), 애프터마켓 부품 및 서비스(18%), 버스(14%), 엔진 및 엔진 부품(7%)
- MAN Diesel SE

2-행정 및 4-행정 디젤 및 가솔린 엔진 : 대형 해상 및 설비 디젤엔진, 차량용 엔진, 산업용 장치, 발전소, 요트, 자가용 보트, 선박, 작업선, 철도
- MAN Turbo AG

터보기계 : 콤프레셔, 산업용 터빈 및 전력용 터빈; 오일 및 천연가스, 정제, 석유화학, 비료, 산업용 가스, 철강 제련, 광업 및 전력생산 등에 사용
- MAN Ferrostaal AG(그룹 매출의 약 20%)

산업서비스 : 프로젝팅, 배송, 어셈블리

## 제품 – MAN 상용차 그룹 (MAN Nutzfahrzeuge AG)

### 트럭/군용트럭
- LE Series
- FE Series
- HX Series - military
- SX Series - military
- TGL Series, with hybrid trucks (MAN TGL OPTISTRANG and TGL EDA).
- TGM Series
- TGA Series
- TGX/S Series
- ERF - 영국 내에서만 판매, 2000년 파카 그룹이 인수
- Hazmat tender
- Angloco foam tender
- Command unit

### 버스
- Main article: MAN SE Buses
- Lion's City city/interurban bus
- Lion's Classic city/interurban bus
- Lion's Regio interurban bus
- Americana city bus
- NM 223/283
- NL/ÜL 313/363 F (LF)
- NL 202/232 (LF)
- NL 262 R
- NG 263/313/363 F (LF)
- ND 243 F
- 10.225 FOCL midi coach
- 11.190 HOCL midi (LF)
- 12.220 HOCL
- 14.280 HOCL
- 12.220 HOCL-NL
- 14.220 HOCL-NL
- 16.200
- 18.220/ 260/ 280 HOCL-SL
- 18.220/ 260/ 280/ 310/ 360 HOCL-SÜ
- 18.220/ 260/ 310 HOCL-NL (LF)
- 18.260/ 310/ 360/ 410/ 460 HOCL
- 24.310/ 360/ 410/ 460 HOCLN
- 28.310 HGOCL

## 같이 보기
- ZF 프리드리히스하펜 AG